# Église Sainte-Marie de Roquefort
L'église Sainte-Marie ou Notre-Dame de l'Assomption est un lieu de culte catholique situé sur la commune de Roquefort, dans le département français des Landes. Constituant une étape sur la voie limousine des chemins de Compostelle, elle est inscrite au titre des monuments historiques en 1995 puis classée en 1996.

## Présentation
L'église se situe à l'intérieur du premier mur d'enceinte de la ville, sur un promontoire naturellement protégé à l'ouest par l'Estampon et au sud par la Douze. On peut y accéder par le pont sur l'Estampon, édifié en 1831.

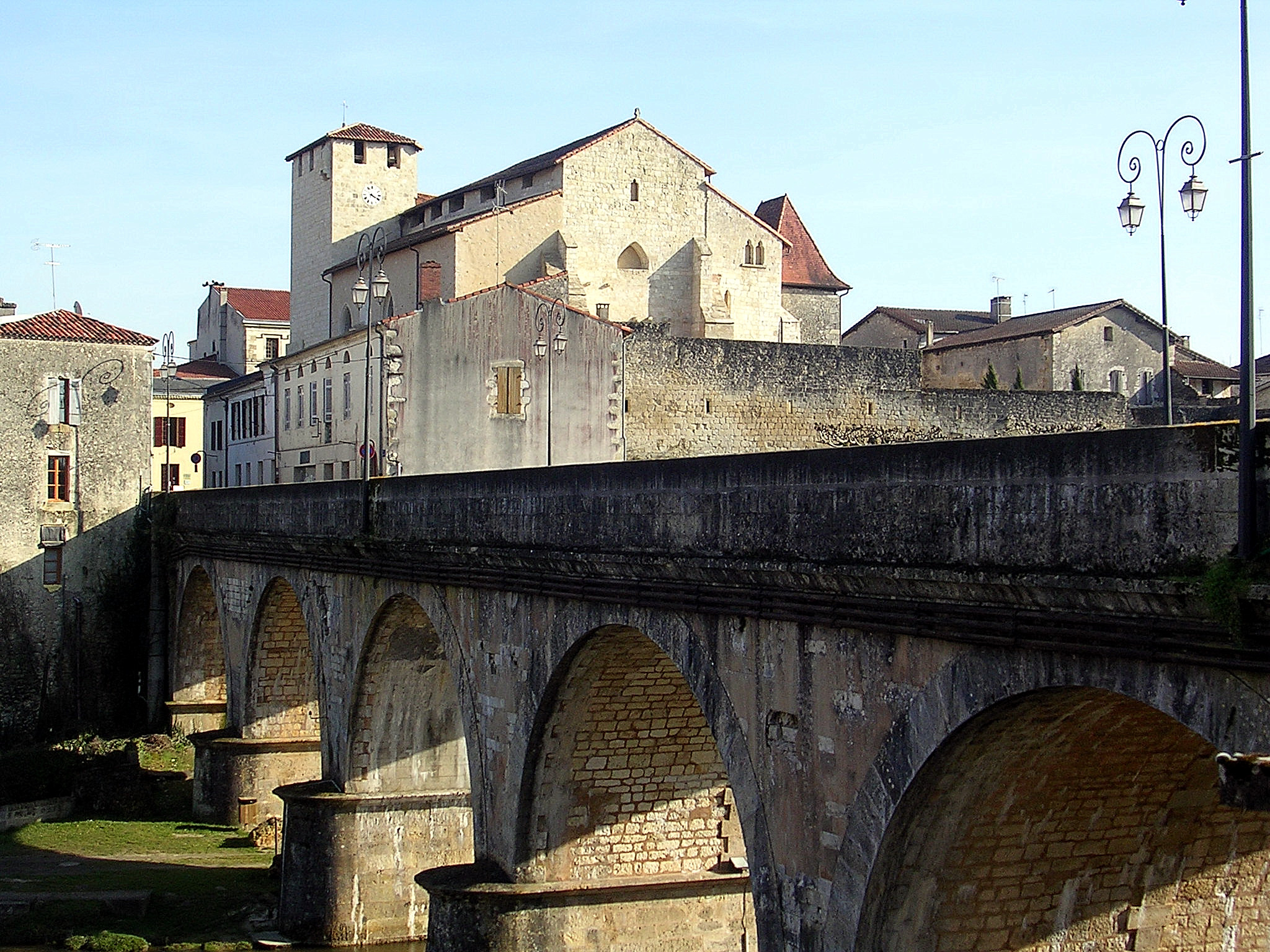
L'église vue du pont de l'Estampon
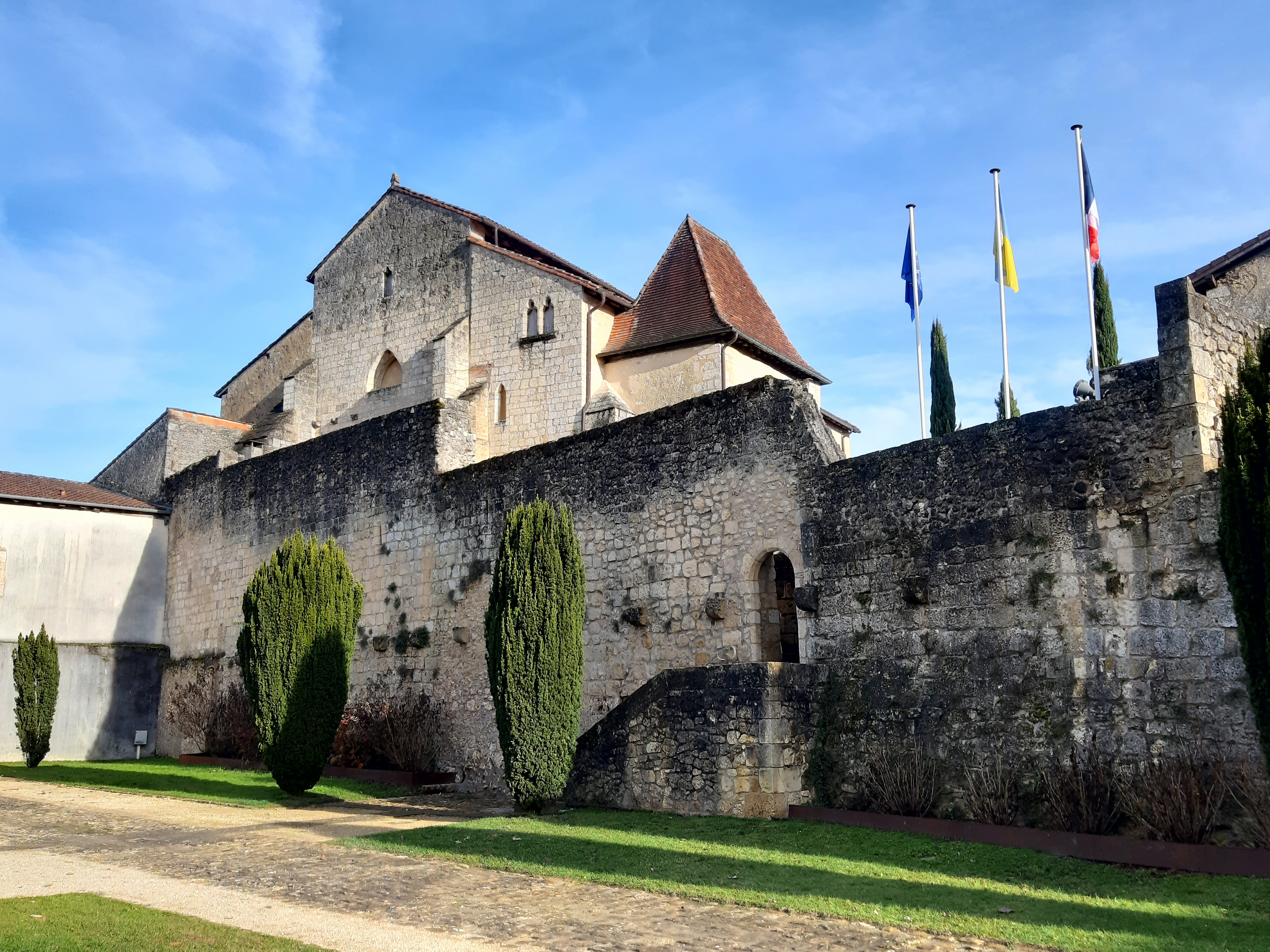
L'église à protégée par le premier rempart de la ville

### Historique
Le château de Marsan est érigée avant le début du XIIe siècle par les vicomtes de Marsan, qui en font leur demeure. A 200 mètres vers le nord, à l'autre l'extrémité du bourg castral dans sa configuration d'origine, se dresse l'église Sainte-Marie, fondée dans la première moitié du XIIe siècle par l'abbaye de La Sauve-Majeure sur un terrain offert en 1108 par le vicomte Loup Aner, père de Pierre de Marsan, afin de devenir le centre d'un prieuré bénédictin. Comme son abbaye-mère, l'église est vouée à la Vierge Marie, dont le culte s'est développé en Occident à partir de la fin du XIe siècle.
L'église d'origine est de taille modeste. Sa partie orientale est affectée au service du prieuré nouvellement créé, sa partie occidentale, à la paroisse. Les deux sont séparées par un mur, percé de deux baies dans la nef et le collatéral sud. Le bâtiment conventuel occupe l'angle nord-ouest de la composition.  L'abside est à l'origine complétée de deux absidioles latérales. La forme de trèfle qui en résulte est caractéristique des édifices bénédictins et marque la filiation avec l'abbaye-mère de la Sauve-Majeure (que l'on retrouve également dans l'église de Saint-Pierre-du-Mont). L'église connaît des agrandissements et remaniements successifs entre les XIIIe et XVIIe siècles puis des transformations de décoration intérieure au cours des XVIIIe et XIXe siècles. Elle passe sous le contrôle de l'abbaye de Saint-Sever, sans que l'on sache quand ni pourquoi, comme l'atteste une bulle pontificale datée de 1266 de Clément IV.
La première enceinte de la ville date vraisemblablement du XIIIe siècle. La ville continue de s'étendre au-delà de ses murs par le nord et au milieu du XIVe siècle, elle est dotée d'une nouvelle muraille contiguë à la première pour protéger ce nouveau bourg. L'église se trouve juste à la jonction des deux, du fait de sa position à la tangente de la première. À la suite de cela, l'église est agrandie, grâce au financement des bénédictins pour moitié et des jurats pour l'autre moitié. Les travaux, interrompus pendant la guerre, reprennent dans la seconde moitié du XVe siècle. En 1569, pendant les guerres de Religion, l'église est en partie mutilée et brûlée par les troupes huguenotes  de Montgommery du capitaine Thoiras, qui pillent les ornements et brisent les cloches. Le bâtiment est relevé de ses ruines en 1587 par le prieur Cosme de Lafitte. La chapelle Saint-Joseph, probable sépulture de la famille de Camon-Talence, est érigée quelques décennies plus tard dans l'enclos funéraire.
Au cours de la Fronde (1648-1653), dernière grande révolte féodale, Roquefort prend le parti de la noblesse contre le jeune Louis XIV. En représailles, elle est occupée par les troupes du colonel Balthazard dont les soldats prennent quartier dans l'église, qu'ils dégradent sans toutefois la ruiner. En 1665, l'abbaye de Saint-Sever cède le prieuré et son église à l'abbaye bénédictine Sainte-Croix de Bordeaux. Elle bénéficie d'importantes rénovations au cour les XVIIIe et XXe siècles.

### Architecture
La tradition orale rapporte que le clocher-tour de l'église serait le donjon d'une forteresse prétendument érigée par les seigneurs de Roquefort, branche cadette de la maison vicomtale de Marsan. Cette hypothèse n'est confirmée par aucune source documentaire ni trace archéologique, le château primitif étant situé à 200 mètres de distance. Sa construction date plus vraisemblablement du milieu du XIVe siècle, afin de servir de clocher et de tour de guet dans le cadre de l'élargissement des remparts de la ville et du renforcement de son dispositif de sécurité, dans le contexte de la guerre de Cent Ans.
De l'église d'origine, seule l'absidiole sud et une grande partie du mur sud du vaisseau, datant de la première moitié du XIIe siècle, sont demeurées intactes. Le chevet de style roman est renforcé par d'épais contreforts vers le XIVe siècle. Son abside est dépourvue d'ouvertures : il y en eut sept qui éclairaient abondamment le chœur, mais au XVIe siècle, elle est transformée en forteresse à cause des guerres de Religion, pourvue d'un clocher tour et rehaussée d'un grenier où, le cas échéant, pouvait tenir une garnison. La nef gothique a été agrandie aux dépens du cloître. Le portail est marqué aux armes de Roquefort : trois étoiles et trois rocs. L'église conserve la porte basse uniquement réservée à l'accès des cagots. À l'intérieur, on peut admirer deux tableaux de l'Assomption. Le plus ancien, du XVIe siècle, est découvert en 1951. L’église bénéficie d'une importante campagne de restauration entre 2004 et 2016.

## Galerie

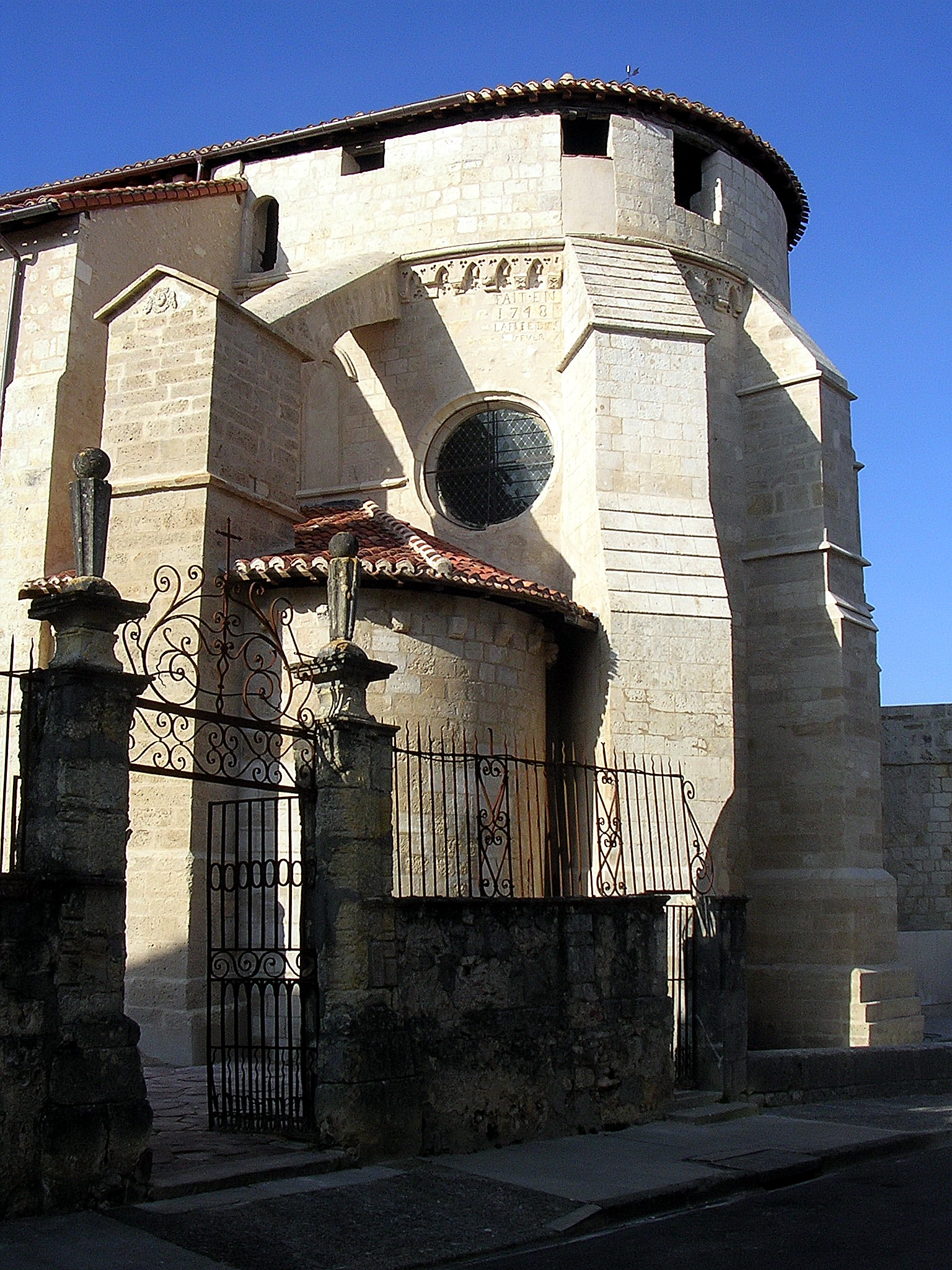
Chevet
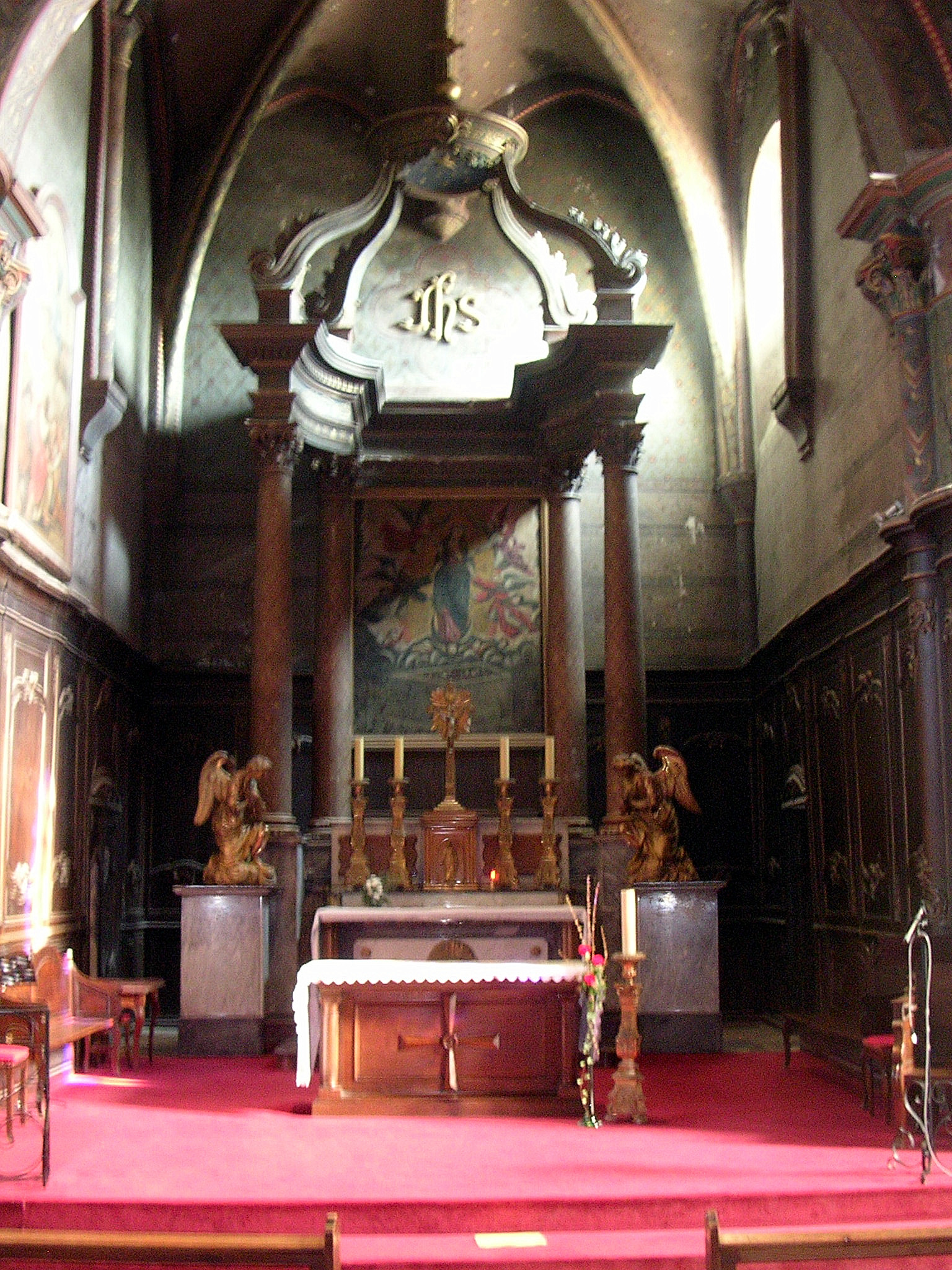
Chœur